# 1388
Năm 1388 là một năm trong lịch Julius.

## Mất
- Trần Nghiễn, tức vua Trần Phế Đế, vua thứ 10 của nhà Trần.